# Esperiopsis chindoensis
Esperiopsis chindoensis är en svampdjursart som beskrevs av Thomas Robertson Sim 1995. Esperiopsis chindoensis ingår i släktet Esperiopsis och familjen Esperiopsidae.
Artens utbredningsområde är havet utanför Sydkorea. Inga underarter finns listade i Catalogue of Life.